# Gustavsberg (Värmdö)
Gustavsberg is de hoofdplaats van de gemeente Värmdö in het landschap Uppland en de provincie Stockholms län in Zweden. De plaats heeft 9682 inwoners (2005) en een oppervlakte van 391 hectare.

## Galerij

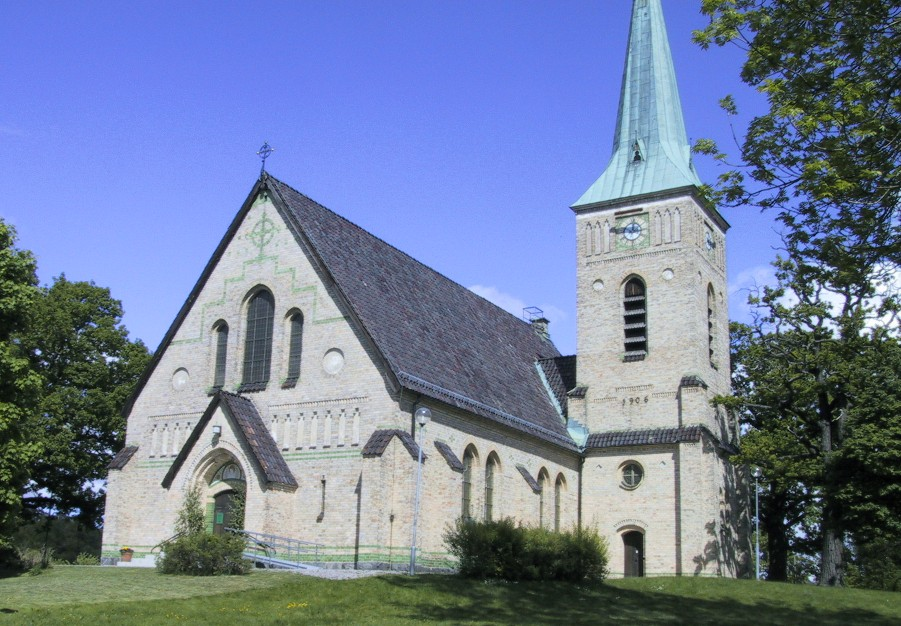
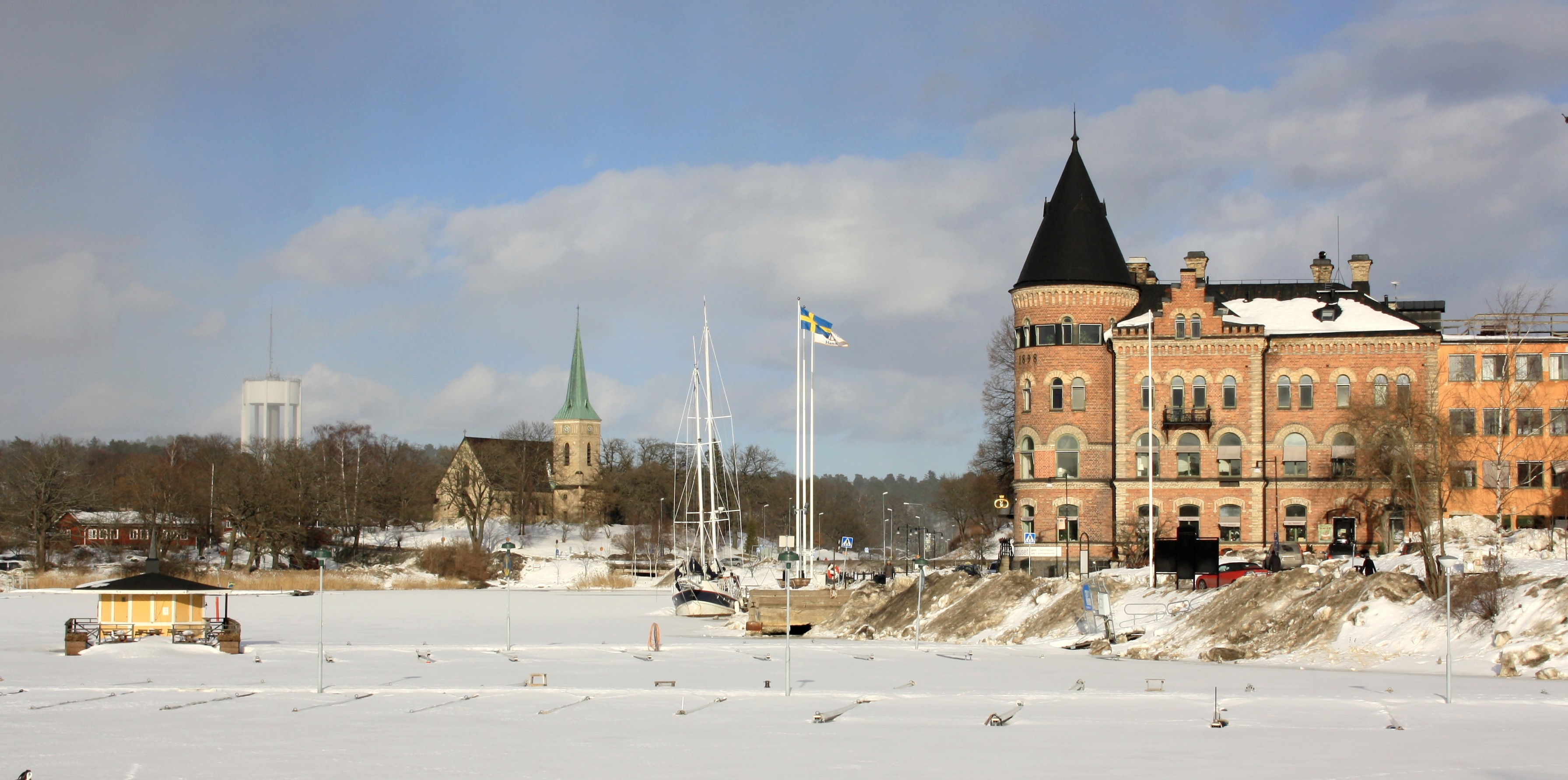
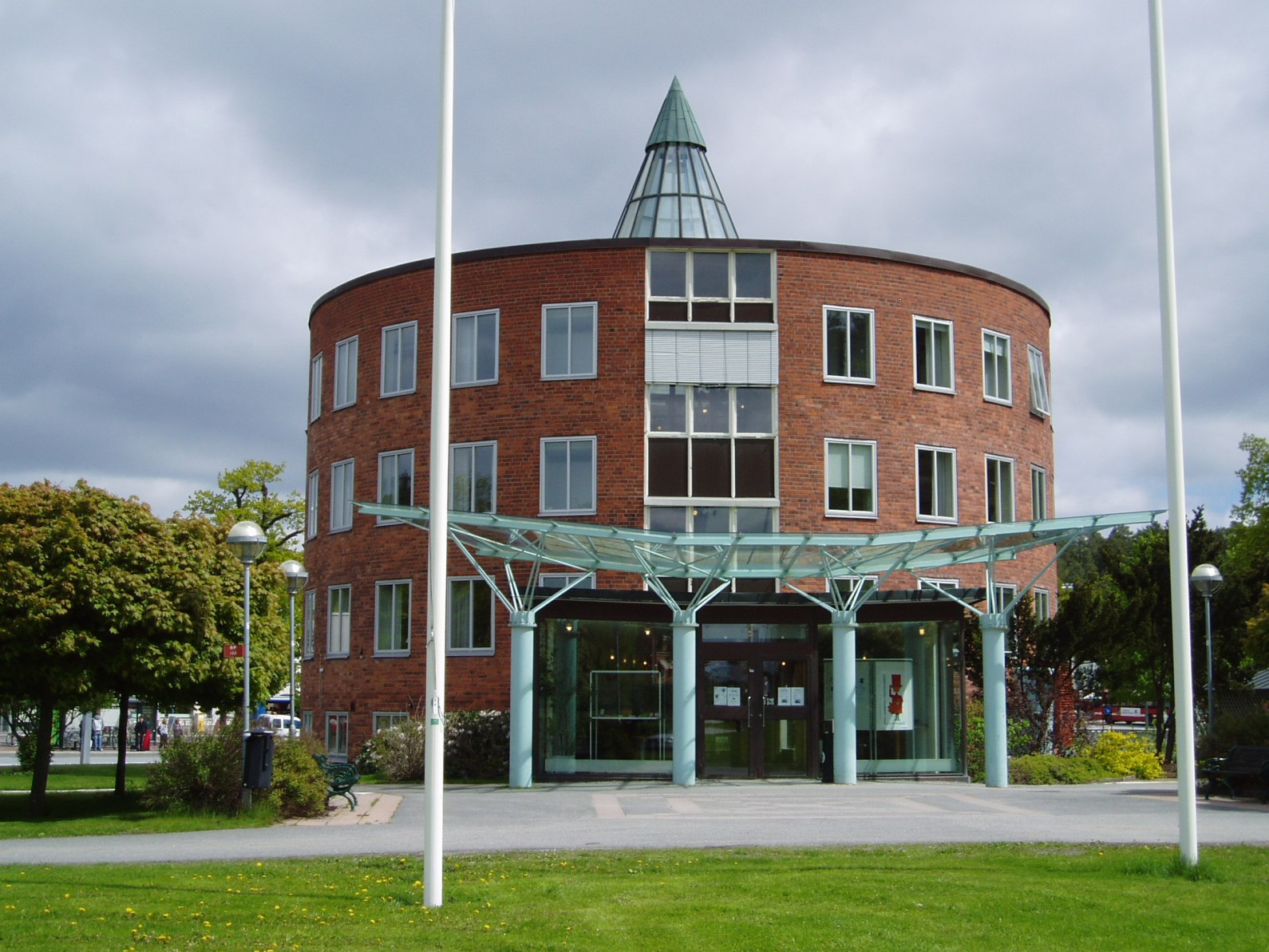

## Verkeer en vervoer
Bij de plaats loopt de Länsväg 222.